# اختبار خطوة هارفارد
اختبار خطوة هارفارد هو نوع من اختبار الإجهاد القلبي للكشف عن أمراض القلب والأوعية الدموية وتشخيصها. وهو أيضًا قياس جيد للياقة البدنية وقدرة الشخص على التعافي بعد ممارسة التمارين الشاقة من خلال التحقق من معدل الاسترداد. كلما أسرع معدل ضربات القلب في الإيقاع الطبيعي.
إنه نوع من اختبار التحمل القلبي الوعائي. يحسب الاختبار قدرة الفرد على التمرين، بشكل مستمر لفترات زمنية طويلة دون تعب.
تم تطوير هذا الاختبار بواسطة لوسيان بروها وشركائه في عام 1943.

## إجراء
الشخص الذي يخضع للاختبار، عليه أو عليها القيام بخطوات لأعلى ولأسفل على منصة في غضون ثانيتين. يبلغ ارتفاع المنصة حوالي 50 سم أو 20 بوصة (عادة 16 بوصة للنساء). يجب الحفاظ على معدل 30 خطوة في الدقيقة لمدة خمس دقائق أو حتى الاستنفاد. لضمان السرعة الصحيحة، يتم استخدام المسرع. الإرهاق هو النقطة التي لا يستطيع فيها الشخص الحفاظ على معدل الخطو لمدة 15 ثانية. يجلس الشخص على الفور عند الانتهاء من الاختبار، ويتم حساب دقات القلب لمدة 1 إلى 1.5، و 2 إلى 2.5، و 3 إلى 3.5 دقيقة.
يتم تدوين النتائج كمدة زمنية حتى الاستنفاد بالثواني ({\displaystyle t_{e}}) وإجمالي ضربات القلب ({\displaystyle h_{b}}). يتم رسمها في معادلة مؤشر لياقة بسيطة:
{\displaystyle {\frac {t_{e}*100}{h_{b}*2}}}
تم تصنيف نتيجة المعادلة على النحو التالي:
| تقييم        | مؤشر اللياقة البدنية |
| ------------ | -------------------- |
| ممتاز        | > 97                 |
| جيد          | 83 - 96              |
| معدل         | 68 - 82              |
| انخفاض متوسط | 54 - 67              |
| فقير         | < 54                 |

## إصدارات معدلة
تم تطوير الاختبار في جامعة هارفارد عام 1943. توجد عدة إصدارات معدلة من اختبار خطوة هارفارد الأصلي. ومن الأمثلة على ذلك اختبار خطوة تيكومسيه واختبار خطوة كاستش. تم تطوير نسخة معدلة أخرى، اختبار خطوة شاركي، في السبعينيات لاستخدامها من قبل دائرة الغابات في الولايات المتحدة في جامعة مونتانا في ميسولا.